# Bilicsi Mária
Bilicsi Mária (Budapest, 1943. június 22. – Budapest, 1994. február 24.) magyar színésznő, Bilicsi Tivadar legidősebb lánya.

## Életpályája
Bilicsi Tivadar és Timár Liza színművészek első gyermekeként született. 1962-ben a kecskeméti Katona József Színházban indult pályája, majd 1963-ban a Veszprémi Petőfi Színház tagja lett. 1964 és 1968 között a győri Kisfaludy Színházban szerepelt, majd egy rövid ideig az Állami Déryné Színháznál volt szerződésben. 1968-tól 1971-ig a Vígszínház, 1971 és 1978 között pedig a Mikroszkóp Színpad tagja volt. 1978-tól szabadfoglalkozású művész. Hosszan tartó, súlyos betegség következtében, 50 éves korában hunyt el. Férje Bolgár József Munkácsy Mihály-díjas festőművész volt, két gyermekük született.

## Színpadi szerepei

### Veszprémi Petőfi Színház
- Németh László: Nagy család....Vica
- Rácz György: Ólommérgezés....Mary-Lou
- Georges Feydeau–Heltai Jenő: Osztrigás Mici....Ponantné
- William Shakespeare: Othello....Bianca
- Guy de Maupassant: Péter és János....Liza, szobalány
- George Bernard Shaw: Szent Johanna....Dunois apródja

### Győri Kisfaludy Színház
- Dosztojevszkij: A félkegyelmű....Aglája
- Schönthan: A szabin nők elrablása....Elvira
- Molière: Tartuffe....Marianna
- Jenbach Béla–Eduard Lunzer: Diadalmas asszony....Amilka hercegnő
- Friedrich Schiller: Tell Vilmos....Bertha von Bruneck

### Állami Déryné Színház
- Jókai Mór: És mégis mozog a föld... Dorothea grófnő[3]

### Kecskeméti Katona József Színház
- Friedrich Schiller: Ármány és szerelem....Sophie
- Madách Imre: Az ember tragédiája....Harmadik tanuló
- Dobozy Imre: Holnap folytatjuk....Anna
- Gárdonyi Géza: Ida regénye....Jolán
- Bertolt Brecht: Koldusopera....Második lány
- H. Márjás Magda: Nyiss ajtót, ha kopogtatnak....Rácz Rózsi
- Szinetár György: Susmus....Vilma

### Vígszínház
- Krúdy Gyula: A vörös postakocsi....Fakóruhájú hölgy a füredi bálon

### Mikroszkóp Színpad
- 60. szimfónia
- Ki fog gólt lőni?
- Folyt. köv.
- Iván hajója
- Csendesek a hajnalok
- A versenyló halála
- Tiszta vizet a fejekbe…

## Filmjei

### Játékfilmek
- Harlekin és szerelmese (1967)
- Emberrablás magyar módra (1972)

### Tévéfilmek
- Világos feladja (1964)
- Bors (1968)
- Komisznak lenni életveszélyes (1970)
- A próbababák bálja (1991)
- Öregberény 1-22. (1993–94)
- Szomszédok (1992–94)

## Érdekesség
Már betegen kezdte játszani Mari, a pincérnő szerepét a Szomszédok című teleregényben 1992-ben, mely szerep több tekintetben hasonlított a színésznő magánéletére: egy fiatalon megözvegyült, kétgyermekes édesanyát alakított, aki daganatos betegséggel küzdött. A sorozatban arra is utalást tett, hogy testvéreivel együtt 1992 karácsonyát még az édesanyjukkal tölthették, 1993 karácsonyán azonban az édesanyjuk már nem élt. Bilicsi Máriának a valóságban három húga volt, az édesanyjuk, özvegy Bilicsi Tivadarné pedig 1993. augusztus 6-án halt meg.